# Іван Цесарський
Іван Климович Цесарський (? — після 1666) — український військовий діяч доби Гетьманщини. Генеральний обозний (1663—1666).

## Життєпис
Походження невідоме. Вперше згаданий у Реєстрі 1649 року як козак Медведівської сотні Чигиринського полку. Учасник Хмельниччини.
У 1650-х роках міг деякий час обіймати посаду чигиринського полкового обозного, також, ймовірно, якийсь час козакував на Запорожжі, коли там кошовим отаманом був Іван Брюховецький.
У 1663 році був одним із найближчих соратників Брюховецького. Обраний генеральним обозним на Чорній раді у Ніжині. У липні 1663 року очолював посольство від новообраного гетьмана до Москви. Доправив царю десятьох козацьких старшин — прибічників Як. Сомка та В. Золотаренка (М. Вуяхевича, Х. Тризну, С. Третяка, М. Панкевича, Дм. Чернявського та інших). Всі вони були згодом заслані до Сибіру. У вересні 1663 року разом з київським полковником В. Дворецьким був присутній на страті Сомка, Золотаренка та інших опозиціонерів у Борзні — як офіційний уповноважений Брюховецького.
У листопаді 1663 року у Карачеві вів перемови з дяками московського приказу Таємних справ Д. Башмаковим і Євст. Флоровим. Вдруге за рік їздив до Москви. Брав участь у підписанні Батуринських статтей (був неписьменним, замість нього угоду підписав київський полковий писар Лаврін Михайлович). У лютому 1664 року брав участь у битві під Пирогівкою проти війська польського короля Яна ІІ Казимира.
У жовтні 1665 року супроводжував гетьмана Івана Брюховецького під час візиту до Москви. Брав участь в ухваленні Московських статтей. У 1666 році востаннє згаданий у документах на уряді генерального обозного. У 1667 році цю посаду вже обіймав Микита Безпалий. Імовірно, загинув під час московсько-української війни 1668—1669 років.

## Родина
Ймовірні нащадки мешкали на Полтавщині. Матвій Цесарський (син ?) у 1694 році був полтавським сотником.